# Michael Paulitsch
Michael Paulitsch (* 25. September 1874 in Rieding (Gemeinde Wolfsberg), Kärnten; † 21. Dezember 1948 in Klagenfurt) war ein österreichischer katholischer Priester, Journalist und Politiker der Christlich-Sozialen Partei (CSP).

## Leben
Paulitsch entstammte einer Bergbauernfamilie und studierte Theologie. 1898 empfing er die Priesterweihe und war schon früh für die christlich-soziale Bewegung aktiv. Er arbeitete zunächst als Journalist in Wien, Graz und Deutschland. Ab 1. Jänner 1912 war er Chefredakteur des Kärntner Tagblatts, dem Organ der Kärntner Christlichsozialen.
1918, nach der Gründung der Republik, wurde er Mitglied und Vizepräsident der Kärntner Provisorischen Landesversammlung, sowie Mitglied der Konstituierenden Nationalversammlung. Am Kärntner Abwehrkampf 1918–1920 war er publizistisch beteiligt. Nach den Wahlen 1920 war er Abgeordneter zum Nationalrat. 1931 wurde er Obmann der CSP Kärnten. Nachdem 1933 die Bischofskonferenz beschlossen hatte, dass Priester keine politischen Ämter bekleiden sollen, legte er seine Ämter zurück, blieb jedoch Chefredakteur. 1937 wurde ihm das Offizierskreuz des österreichischen Verdienstordens verliehen.
Nach dem „Anschluss“ 1938 wurde er kurz nach einer Nierenoperation verhaftet und blieb bis 1940 in Haft. Danach erhielt er Gauverbot und hielt sich in Altötting auf. Nach der Befreiung 1945 ließ er sich wieder in Klagenfurt nieder, wo er 1948 verstarb.